# Precinct de Lick Prairie
Le precinct de Lick Prairie est un precinct électoral situé à l'ouest du comté de Wabash dans l'Illinois, aux États-Unis. En 2010, ce precinct comptait une population de 213 habitants.

## Source de la traduction
- (en) Cet article est partiellement ou en totalité issu de l’article de Wikipédia en anglais intitulé « Lick Prairie Precinct, Wabash County, Illinois » (voir la liste des auteurs).